# Abbaye Saint-Geniès-des-Mourgues
L’abbaye Saint-Geniès-des-Mourgues est une ancienne abbaye bénédictine de moniales, au lieu-dit de Cherlieu à Saint-Geniès-des-Mourgues (Hérault), en France, rattachée au diocèse de Montpellier.

## Histoire

### DuXIIeauXVIesiècle
L’abbaye est fondée en 1019 par Gondran ou Godran, seigneur du fief de Carus-Locus, avec ses deux fils, Eléazar et Bérenger, et dont la fille Judith fut la première abbesse du monastère.
Les habitations se sont développées autour de ce monastère dès le XIIIe siècle. Construit avec les pierres du lieu, il est rattaché à l'évêché de Maguelone, sous l'épiscopat de Jean II de Montlaur en 1236.
En 1200, le comte Raymond VI de Toulouse donne à l’abbesse le droit de suzeraineté sur les habitants du village, signe de l’importance prise par le monastère.
En 1308, l'évêque de Maguelone: Pierre de Lévis-Mirepoix publie une ordonnance portant statuts pour l'abbaye de Saint-Geniès.
L’église abbatiale, adossée au monastère, est bâtie de 1316 à 1341.

### DuXVIIeauXVIIIesiècle
Endommagée en 1622 par les troupes protestantes du duc de Rohan Henri II de Rohan (1579-1638), le monastère est restauré à partir de 1636 sur l'ordre du roi de France Louis XIII, avec installation de la première cloche en 1649 et fin des travaux en 1677.
En 1657, l'abbaye de Saint-Geniès est agrégée à l'abbatiale Saint-Chaffre du Monastier-sur-Gazeille
Un brevet du roi Louis XV et une bulle pontificale du pape Clément XII prononcent la suppression de l'abbaye de Saint-Geniès-des-Mourgues et son union à l'abbaye de Saint-Félix-de-Montceau en 1734.
En 1736, le monastère obtient le rang d'abbaye, puis celle-ci est supprimée et incorporée à l'abbaye Saint-Félix-de-Montceau à Gigean, dont l'abbesse prend possession malgré l'opposition de la communauté de Saint-Geniès la même année.
Les bâtiments sont vendus à la Révolution française comme bien national.

## Description

### Abbatiale
Dédiée à saint Geniès de Saint-Geniès-des-Mourgues, de style roman du XIe siècle, elle est construite de 1316 à 1341 et fut en partie détruite à l'époque moderne et restaurée au XVIIe siècle, à l'exception de la tour du clocher. En 1841, celle-ci est rebâtie, puis élevée d'un campanile en fer en forme de flèche culminant à environ 25 mètres, doté d'une horloge et d'une grosse cloche.
La porte d’entrée est surmontée du blason de la première abbesse Judith. Cette église présente différents styles : roman du XIe siècle pour la nef, gothique pour le chœur, et d'un style proche du baroque les chapelles latérales. Au-dessus du maître-autel figurent les vestiges d’une fresque. Sur le mur sud, on distingue diverses pierre de réemploi dont une frise romane, une borne milliaire, des cadrans solaires ainsi que des traces de la devise de la République française « Liberté, Égalité, Fraternité ».

## Prieures et abbesses

### Prieures
- Judith, fille du seigneur Gontran.

## Personnalités liées à l'abbaye
- Anne de Genclair, en religion sœur de Saint-Paul, chassée du couvent pour mauvaise conduite (1670-1695) [2]